# Переступить черту (фильм, 1985)
«Переступи́ть черту́» — советский художественный фильм из двух серий («Бумажный змей» и  «Маэстро»). Детектив режиссёра Юлия Колтуна по мотивам повести Станислава Родионова «Долгое дело». Известен участием в нём известной советской рок-группы «Алиса» в роли группы «Бумажный Змей».

## Сюжет
Три дела — одно за другим — ложатся на стол следователя Владимира Петровича Сажина: автомобильный наезд (угнанными синими «Жигулями» сбит 16-летний мальчик), кража музыкальной аппаратуры из школы и дело о частной практике гражданки Калязиной, работающей в СЭС и пользующейся славой врача-экстрасенса среди элитной части горожан. Умерла в больнице пожилая женщина из рода Воронцовых, незадолго перед тем у неё пропали часы, которые, возможно, держал в руках А. С. Пушкин. Интуитивно чувствуя связь между этими делами, следователь Сажин шаг за шагом — спокойно, но верно — идёт к цели.

## В ролях
- Вадим Лобанов — Владимир Петрович Сажин
- Татьяна Васильева — Анна Сергеевна Калязина
- Александр Поляков — Александр Краевский
- Михаил Девяткин — Семён Фадеевич Корнильев
- М. Нечволодова — Вера Фёдоровна Воронцова
- Генрикас Кураускас — Викентий Войнаровский
- Владимир Данилин — фокусник-иллюзионист Данилин
- Игорь Озеров — Юрий Артемьевич Беспалов
- Сергей Андрейчук — Антон Шатилов
- Сергей Власов — Лёша Сажин
- Вера Быкова-Пижель — Тамара Сажина
- Виктор Адеев — Крахмальников
- Галина Гудова — пионервожатая Римма
- Елена Данилина — жена и ассистент Данилина
- Гали Абайдулов — Серж
- Вячеслав Бамбушек — Слава
- Валерия Киселёва — Людмила Бойко
- Александр Белинский — директор ресторана

Группа «Алиса (группа)»:
- Константин Кинчев — вокалист группы «Бумажный Змей» (в титрах не указан)
- Святослав Задерий — бас-гитарист группы «Бумажный Змей» (в титрах не указан)
- Пётр Самойлов — гитарист группы «Бумажный Змей» (в титрах не указан)
- Михаил Нефёдов — барабанщик группы «Бумажный Змей
- Павел Кондратенко — клавишник группы «Бумажный Змей»

## Съёмочная группа
- Режиссёр: Юлий Колтун
- Сценаристы: Александр Житинский, Людмила Разумовская, Эдуард Тропинин
- Оператор: Вячеслав Бабенков
- Композитор: Олег Каравайчук
- Звукооператор: Юрий Кубицкий
- Художник: Татьяна Венецианова

## Музыка
Особую мистическую атмосферу фильму придает музыка ленинградского композитора Олега Каравайчука.
Также в фильме звучат песни рок-группы «Алиса». В первой из двух серий — «Бумажный змей» — фрагменты песен: «Доктор Буги» (в пионерской комнате), «Меломан» (на даче), «Соковыжиматель» (на даче и в машине), «Поколение ИКС» (в машине). Примечательно, что в фильме все вокальные партии звучат в исполнении Святослава Задерия, хотя на концертах их всегда исполнял Константин Кинчев.

Я уехал в Москву после этого концерта, фестиваля. Я работал натурщиком в «Сурике», и мне было важно отработать, чтобы человек »защитился» - потому что я на последних курсах работал, на скульптуре, с одним человеком. И обычно моя работа происходила таким образом: мы сачкуем оба в течение семестра и последний месяц - ну, у меня на пятках были просто синяки... 

И вдруг я узнаю, что группа «Алиса» записала мои нетленные творения и снимается в кинофильме. Думаю: «Ни фига себе! Я поеду»… Приезжаю и узнаю, что, оказывается, все песни написал Слава Задерий, всю музыку написал Слава Задерий. Он все и пел! Я приехал туда как снег на голову, было неудобно отказать. Я поехал с Заблом и Шатлом. Приезжаю и говорю: «Ну и чё?!» А он говорит: «Да не, ну все нормально, все отлично, давай сейчас поснимаемся...» В результате Задерий поет мои песни своим голосом, а я просто открываю рот… Перековеркал кучу слов: не «скользкий, как медуза», а «склизкий, как медуза», ну это такой язык Задерия.— Константин Кинчев. Отрывок эфира от 23.05.1993, Радио Эхо Москвы (История Алисы, 1985 год)

## Критика
По мнению журналиста Сергея Шолохова, фильм режиссера Ю.Колтуна «Переступить черту» сыграл определённую роль в решении вопроса, можно ли считать контркультуру составной частью культуры:

...попытки некоторых кинематографистов отвести молодежи некую экологическую нишу с роком и прочими радостями «детства» (мол, чем бы дитя ни тешилось...) были весьма недальновидны. На них не стоит останавливаться. Более интересен вариант: «контркультура как составная часть культуры».
Классический пример того, как решалась эта задача, — телефильм режиссёра Ю. Колтуна «Переступить черту». На роли рассерженных молодых людей были приглашены музыканты из рок-группы «Алиса». В фильме они объединены в ансамбль «Бумажный змей». Его функция в фильме как пикантный десерт к ужину, на который герой фильма скульптор пригласил «нужных» людей. Последним нет дела ни до скульптуры, ни до музыки, им подавай экзотику. Эпатаж? Отлично! И мальчики-музыканты убегают разгневанными, потому что это не их аудитория, потому что именно против сытых направлен пафос их песен.
Соединяя в пространстве фильма невозможное в жизни (никогда реальная «Алиса» не будет петь ублюдкам из сферы торговли на чьей-нибудь даче), авторы выполняют свою «культурную миссию» и одновременно избавляются от собственных страхов перед «детьми», ставя естественный молодежный протест в дурацкое, комичное положение. Вот чего стоит этот протест — как бы говорят они.
Идея хитрая, но ассимилировать рок-культуру таким образом оказалось невозможным. Схема «рок — потом преступление» стала трещать по всем швам.
— ИНЫЕ ВРЕМЕНА — ИНЫЕ ПЕСНИ. Журнал «Искусство кино» 1989 г., Сергей Шолохов